# Lycenchelys melanostomias
Lycenchelys melanostomias is een straalvinnige vissensoort uit de familie van puitalen (Zoarcidae). De wetenschappelijke naam van de soort is voor het eerst geldig gepubliceerd in 1983 door Toyoshima.